# Фонограф
Фонографът (от гръцки: φωνή, „звук“ + γράφω, „записване“) е един от първите уреди, служещи за записване и прослушване на звук, предшественик на грамофона.
Дословно думата фонограф може да се използва за определяне на всяка конструкция, предназначена за записване на звук. Това название, обаче, се използва след като е въведено официално от американския изобретател Томас Едисън за неговия апарат. Едисън демонстрира фонографа на 29 ноември 1877 г. и на 19 февруари 1878 г. го патентова.
При този апарат звукът се записва чрез резец, изменящ дълбочината на пътечка, разположена по винтова линия върху цилиндър (валяк). Прослушва се с помощта на игла. Цилиндърът се върти с постоянна скорост. По-нататъшното развитие на звукозаписните апарати става, като записването и прослушването на звука е върху и от диск (плоча). Тези апарати са наречени грамофони, а дисковете за записване и прослушване на звука – грамофонни плочи.
Смяната на фонографския валяк с грамофонна плоча става не поради по-доброто качество на звука върху грамофонната плоча, а поради по-лесния и по-евтин начин на производство на дискове вместо цилиндри.
Фонограф се появява за пръв път в България още през 1879 година, а през 1892 година е първото документирано записване на българска музика. През първото десетилетие на XX век са правени фонографски записи на народни песни, които не са оцелели до наши дни.